# Ayaka's BEST -Ballad Collection-
《ayaka's BEST -Ballad Collection-》為日本女歌手絢香於2012年9月26日發行的第二張精選輯。

## 解說
- 本作為絢香與日本華納音樂解約後，華納方面發行的「Ballad」企劃精選。

## 發行版本
- CD+DVD【初回限定廉價盤】
- CD+DVD【普通盤】

## 曲目

### CD
1. 三日月
2. Blue days
3. 永遠的故事
4. I believe
5. Peace loving people
6. Jewelry day
7. 牽手吧
8. Why
9. 歡迎回來
10. 今夜也擁抱星晨...
11. 為愛而夢
12. 這片天空下
13. 與你一起 絢香×可苦可樂
14. I believe （English ver.）
15. 三日月 （2005 English ver.）
  - 唯一的新曲

### DVD
1. 三日月 MUSIC VIDEO （2005 Original Version）
2. WARNER MUSIC CONVENTION LIVE 2005
3. ayaka's Off Shot Movie 2008

## 外部連結
- 華納音樂日本-絢香作品（页面存档备份，存于）